# Швед Борис Григорович
Швед Борис Григорович (нар. 11 липня 1906, Сарни Рівненської обл. — березень 1945, с. Чорна Струга, Польща) — український прозаїк. Автор повісті «Поліщуки».

## Життєпис
Народився 11 липня 1906 року у незаможній родині робітника залізничної станції. Навчався у місцевій школі. По закінченню працював помічником перукаря.
У 1927—1932 рр. перебував на службі у польській армії.
У 1932 році одружився і переїхав до м. Рожище, працював перукарем. Там написав повість «Поліщуки».
У 1944 році потрапив до Червоної армії та брав участь у Другій світовій війні. Загинув у с. Чорна Струга біля Варшави у березні 1945 року, був похований там же.

## Творчість
Повість «Поліщуки» публікувалась тричі:
- Перше видання — було здійснене за життя автора. У 1938 р. повість надрукована у Львові у двох частинах у видавництві Івана Тиктора.
- Друге видання — у 1965 р. окремим томом у львівському видавництві «Каменяр»[2] завдяки викладачу Львівського університету Павлу Ящуку з його передмовою[1].
- Третє видання — в 2002 р. у Рівному за сприяння міського товариства «Просвіта» ім. Т. Шевченка з передмовою «Нотатник, писаний життям…» кандидата філологічних наук, професора В. Шанюка[3].

У повісті змальовано життя поліського села 20–30-х рр. XX ст. за часів Польщі. Реалістично зображений побут. Докладно описані звичаї, традиції, обряди поліщуків на Різдво і Великдень, святкування Юрія та Івана Купала.
Б. Швед написав ще два прозові твори — «Помста дочки» та «До ідеалів», які не збереглися.
В історію Полісся увійшов як письменник, який показав неприкрашеним життя корінних мешканців.
За повістю «Поліщуки» рівненський актор і письменник Олексій Заворотній написав п'єсу.

## Вшанування пам'яті
- 2006 — відкрито виставку Б. Шведа в Сарненському історико-етнограцфічному музеї
- 2006 — у Сарнах відбулася науково-практична конференція «Борис Швед — оберіг Поліського крою», присвячена 100-річчю з дня народження письменника[6]
- 2021 — у Сарненському історико-етнографічному музеї відбулася науково-практична конференція «Борис Швед та його Полісся», присвячена 115-річчю з дня  його народження[4]
- У Рівному одну з вулиць названо його ім'ям[7]